# Tramwaje w Delhi
Tramwaje w Delhi − zlikwidowany system komunikacji tramwajowej w indyjskim mieście Delhi, funkcjonujący w latach 1908-1963.

## Historia
Pierwsze linie tramwajowe zostały otwarte w Delhi 6 marca 1908. W 1921 roku łączna długość wszystkich torowisk wynosiła 15 kilometrów, po których kursowały łącznie 24 wagony. System komunikacji tramwajowej został zamknięty w 1963 roku.